# 226 г. пр.н.е.
226 (двеста двадесет и шеста) година преди новата ера (пр.н.е.) е година от доюлианския (Помпилийски) римски календар.

## Събития

### В Римската република
- Консули са Марк Валерий Максим Месала и Луций Апустий Фулон.
- Притеснена от разширяващото се влияние на Картаген в Иберия, Масилия се обръща към Рим за съдействие.
- Римляните изпращат пратеници при Хасдрубал Барка, с който е сключен договор определящ река Ебро като гранична линия, отвъд която той и картагенците се задължават да не водят война.[1]

### В Гърция
- Войска на Ахейския съюз предвождана от стратега Арат постига успех срещу спартанска войска при Орхомен.[2]
- Хипербат е избран за следващ стратег на ахейците.[2]
- Спартанския цар Клеомен III превзема Манитинея с помощта на проспартанска група от населението и ахейските заселници в града са убити.[3] След това той нахлува в Северозападна Ахея.
- В битката при Хекатомбей спартанския цар побеждава Хипербат и превзема граничната крепост Ласион, която предава на Елида в опит да я привлече на своя страна. Скоро след това между двете воюващи страни е договорено примирие и започват преговори.[3]
- Остров Родос е засегнат от мощно земетресение, което събаря Родоския колос.[notes 1]

### В Тракия
- Антиох Хиеракс е убит в Тракия.[4]

## Починали
- Антиох Хиеракс, принц от династията на Селевкидите (роден 263 г. пр.н.е.)

Бележки:
1. ↑  Земетресението е станало или през тази, или през предишната 227 г. пр.н.е.